# 北村慈郎
北村 慈郎、（きたむら じろう、1941年-）は、日本基督教団足立梅田教会牧師、御器所教会牧師、1995年より日本基督教団紅葉坂教会牧師、日本基督教団常議員を務めた。

## 来歴
東京神学大学卒業。教会派が「聖餐の乱れ」を問題とする中で、2007年の第35総会において、山北宣久教団総会議長は、フリー聖餐を行った日本基督教団紅葉坂教会の北村慈郎牧師に対して「教師退任勧告決議案」を出した。山北宣久議長や藤掛順一牧師ら教会派は教憲・教規を重視し、フリー聖餐牧師に対する戒規を求めた。このことから、教会派は、教憲・教規派とも、呼ばれている。また、山北議長は、社会派が多用した宣教の語を避けて伝道の語を用い、伝道派とも呼ばれる。
東神大教授の山口隆康は「日本基督教団紅葉坂教会における違法な聖礼典の執行の問題」と題して講演をした。
また、キリスト新聞で、フリー聖餐の擁護派の小中陽太郎と反対派の東神大教授芳賀力が論争するなど、聖餐を巡る対立が続いていた。
2010年1月26日、牧師職免職の戒規処分となる。日本基督教団史上初である。戦争責任を強調したために狙い撃ちされたとインタビューに答えている。
2011年11月25日、牧師としての地位回復を求め、東京地裁に提訴。2013年2月25日の一審判決は、北村慈郎牧師の訴えは「法律上の争訟に値しない」という理由で却下された。北村は控訴。2013年7月10日、控訴審判決、一審同様に却下。2014年6月6日、上告棄却。

## 著書
- 『自立と共生の場としての教会』北村慈郎 新教出版社 ISBN 9784400324447